# Beaver (Contea di Marinette, Wisconsin)
Beaver è un comune degli Stati Uniti, situato in Wisconsin, nella Contea di Marinette.